# Делль’Аква, Оттавиано
Оттавиано Делль’Аква (итал. Ottaviano Dell’Acqua; род. 13 марта 1955, Рим, Лацио, Италия) — итальянский актёр, каскадёр и постановщик трюков. В 1980-х годах был известен под псевдонимом Ричард Реймонд (англ. Richard Raymond).

## Биография
Родился в Риме. Помимо него, в семье было ещё четверо детей: старшие братья-близнецы Арнальдо и Альберто (род. 14 мая 1938 года), средний брат Роберто (род. 16 апреля 1946 года) и сестра Фернанда. Четверо братьев Делль’Аква впоследствии появились на одном экране в фильме «Зомби 2», при этом зомби, которого сыграл Оттавиано, был изображён на постере фильма
В 1969 году четырнадцатилетний Оттавиано Делль’Аква дебютировал в фильме Федерико Феллини «Сатирикон». Через год он бросил школу, чтобы продолжить работу в киноиндустрии. В начале своей карьеры, на протяжении семидесятых и восьмидесятых, был дублёром и каскадёром Бада Спенсера.

## Фильмография (актёр)
| Год  |   | Русское название                  | Оригинальное название              | Роль                             |
| ---- | - | --------------------------------- | ---------------------------------- | -------------------------------- |
| 1969 | ф | Сатирикон                         | Satyricon                          | н/д                              |
| 1976 | ф | Рим полный насилия                | Roma a mano armata                 | член банды насильников-«мажоров» |
| 1977 | ф | Борцы с преступностью             | I due superpiedi quasi piatti      | один из людей Джеронимо          |
| 1979 | ф | Спасите «Конкорд»!                | Concorde Affaire '79               | Джон                             |
| 1979 | ф | Человек на коленях                | Un uomo in ginocchio               | н/д                              |
| 1979 | ф | Зомби 2                           | Zombi 2                            | зомби с червями в глазнице       |
| 1980 | ф | Город зомби                       | Incubo sulla città contaminata     | зомби возле телестанции          |
| 1981 | ф | Найдёшь друга — найдёшь сокровище | Chi trova un amico trova un tesoro | пират                            |
| 1981 | ф | Седьмые врата ада                 | E tu vivrai nel terrore! L'aldilà  | зомби в больнице                 |
| 1983 | ф | Побег из Бронкса                  | Escape From The Bronx              | охранник из группы Дельта        |
| 1983 | ф | 2019: После падения Нью-Йорка     | 2019 - Dopo la caduta di New York  | евракский солдат                 |
| 1984 | ф | Манхэттенские крысы               | Rats — Notte di terrore            | Курт                             |
| 1985 | ф | Рыжая Соня                        | Red Sonja                          | стражник                         |
| 1985 | ф | Демоны                            | Dèmoni                             | посетитель кинотеатра            |
| 1985 | ф | Режь и беги                       | Inferno in diretta                 | подручный Владо                  |
| 1987 | ф | Двойная мишень                    | Double Target                      | Торо                             |
| 1988 | ф | Зомби 3                           | Zombi 3                            | Роджер Смит                      |
| 1989 | ф | Зомби 4: После смерти             | After Death (Oltre la morte)       | учёный                           |
| 1997 | ф | Колония                           | Double Team                        | агент Моссада                    |
| 2002 | ф | Банды Нью-Йорка                   | Gangs of New York                  | уличный преступник               |
| 2017 | ф | Джон Уик 2                        | John Wick: Chapter 2               | телохранитель Джианны Д’Антонио  |

## Фильмография (каскадёр)
| Год  | На русском языке                  | Оригинальное название              | Примечание                    |
| ---- | --------------------------------- | ---------------------------------- | ----------------------------- |
| 1981 | Найдёшь друга — найдёшь сокровище | Chi trova un amico trova un tesoro | дублёр Бада Спенсера          |
| 1985 | Режь и беги                       | Inferno in diretta                 | постановщик трюков            |
| 1988 | Зомби 3                           | Zombi 3                            | постановщик трюков            |
| 1991 | Секта                             | La setta                           | каскадёр                      |
| 1996 | Синдром Стендаля                  | La sindrome di Stendhal            | каскадёр                      |
| 2005 | Боль чужих сердец                 | Cuore sacro                        | эксперт по оружию             |
| 2006 | Борджиа                           | Los Borgia                         | каскадёр                      |
| 2008 | Квант милосердия                  | Quantum of Solace                  | каскадёр (в титрах не указан) |
| 2009 | Ангелы и демоны                   | Angels & Demons                    | каскадёр (в титрах не указан) |
| 2017 | Джон Уик 2                        | John Wick: Chapter 2               | каскадёр                      |